# Edifício do Secretariado das Nações Unidas
O Edifício do Secretariado das Nações Unidas é um arranha-céu na Sede da Organização das Nações Unidas em Manhattan, na cidade de Nova Iorque, Estados Unidos. Ele abriga os escritórios do Secretariado das Nações Unidas, o órgão executivo da Organização das Nações Unidas (ONU). O edifício foi projetado no estilo internacional por um grupo de arquitetos de dez países liderados por Wallace Harrison, tendo 154 metros de altura e 39 andares acima do solo. Apesar do edifício estar localizado nos Estados Unidos, o local está sob jurisdição da ONU, assim está isento de alguns regulamentos locais.
O edifício foi projetado como uma laje retangular de 22 por 87 metros, sendo orientado de norte para sul e conectado com os outros edifícios na sede da ONU. As fachadas ocidental e oriental mais largas são feitas de muros cortina de vidro, enquanto as fachadas norte e sul são feitas de mármore. O edifício tem uma área de 82,6 mil metros quadrados. Os escritórios de imprensa, salas de funcionários e outras funções ficam nos andares inferiores, enquanto os escritórios do secretariado ficam nos andares superiores. O estilo artístico do edifício inspirou a construção de outros prédios de muros cortina de vidro em Manhattan.
O processo de projeto para a sede da ONU começou em fevereiro de 1947 e as obras foram iniciadas em setembro do 1948. Os funcionários começaram a ocupar os espaços em agosto de 1950 e o edifício foi finalizado em junho do ano seguinte. Em dez anos ele já estava abarrotado, forçando a ONU a construir mais escritórios próximos da sede. O edifício se deteriorou na década de 1980 por falta de dinheiro, com a ONU considerando renová-lo no final da década de 1990 mas adiando o projeto por vários anos. A renovação finalmente começou em 2010 e ele foi reaberto em etapas entre julho e dezembro de 2012.

## Local
O Edifício do Secretariado faz parte da Sede da Organização das Nações Unidas localizada no bairro de Turtle Bay em Manhattan, na cidade de Nova Iorque. A sede ocupa um terreno delimitado pela Primeira Avenida ao oeste, a Rua 42 ao sul, o Rio Leste ao leste e a Rua 48 ao norte. O terreno, apesar de fisicamente dentro dos Estados Unidos, está sob a jurisdição da Organização das Nações Unidas (ONU). O local é tecnicamente extraterritorial por meio de um tratado firmado em 1947 com o governo estadunidense, porém não é um território governado pela ONU. A maior parte das leis municipais, estaduais e federais se aplicam à sede da ONU. Os edifícios da sede, por seu estado extraterritorial, não são marcos designados da cidade de Nova Iorque, pois tal designação fica sob a alçada da Comissão de Preservação de Marcos da Cidade de Nova Iorque.
É conectado ao Edifício de Conferências ao nordeste e à Biblioteca Dag Hammarskjöld ao sul. Está conectado indiretamente ao Edifício da Assembleia Geral ao norte pelo Edifício de Conferências. Ao oeste está uma piscina circular com uma fonte decorativa no centro, além de uma escultura de 1964 pela artista britânica Barbara Hepworth em homenagem ao secretário-geral Dag Hammarskjöld. O Sino da Paz Japonês está ao norte, assim como um arvoredo de sicômoros plantado junto ao prédio. Na parte oeste, junto da Primeira Avenida, estão mastros com as bandeiras dos membros da ONU e estados observadores.
Fora da sede, o Playground Robert Moses está diretamente ao sul, enquanto a Tudor City e o Centro da Fundação Ford para Justiça Social estão ao oeste. Além disso, o Millennium Hilton New York One UN Plaza dentro da One e Two United Nations Plaza fica ao noroeste. O Edifício do Secretariado está fisicamente isolado de outras estruturas próximas, com a estação mais próxima do Metrô de Nova Iorque a vários quarteirões de distância. Por conta disso, o prédio aparenta ser uma torre independente.
O local historicamente fez parte de uma enseada chamada Turtle Bay, localizada no que hoje são as Ruas 45 e 48 e alimentada por um córrego corria desde a atual intersecção entre a Rua 48 com a Segunda Avenida. Um riacho que começava na extremidade sul do atual Central Park também desaguava em Turtle Bay. O primeiro assentamento no local foi uma fazenda de tabaco em 1639. Residências foram construídas no local no século XIX. Abatedouros operaram no lado leste da Primeira Avenida por mais de cem anos até a construção da sede da ONU. O terreno foi comprado pela ONU em 1946 sob a única condição de que gato jamais fosse abatido na terra outra vez.

## História

### Desenvolvimento
O desenvolvedor imobiliário William Zeckendorf comprou um terreno na Primeira Avenida em 1946 com a intenção de criar o que chamou de "Cidade X", mas não conseguiu arrecadar dinheiro. A ONU na época estava operando a partir de uma sede temporária em Lake Success, Nova Iorque, porém desejava construir uma sede permanente nos Estados Unidos. Várias cidades competiram para conseguir a sede até Nova Iorque ser selecionada. John D. Rockefeller Jr. pagou 8,5 milhões de dólares pelo terreno da Cidade X e o doou para a ONU em dezembro de 1946. A ONU aceitou, mesmo com objeções de vários arquitetos proeminentes como Le Corbusier. O diretor de planejamento Wallace Harrison foi contratado para liderar o projeto da sede. Ele foi auxiliado por um Conselho de Projeto formado por dez arquitetos.

#### Planejamento

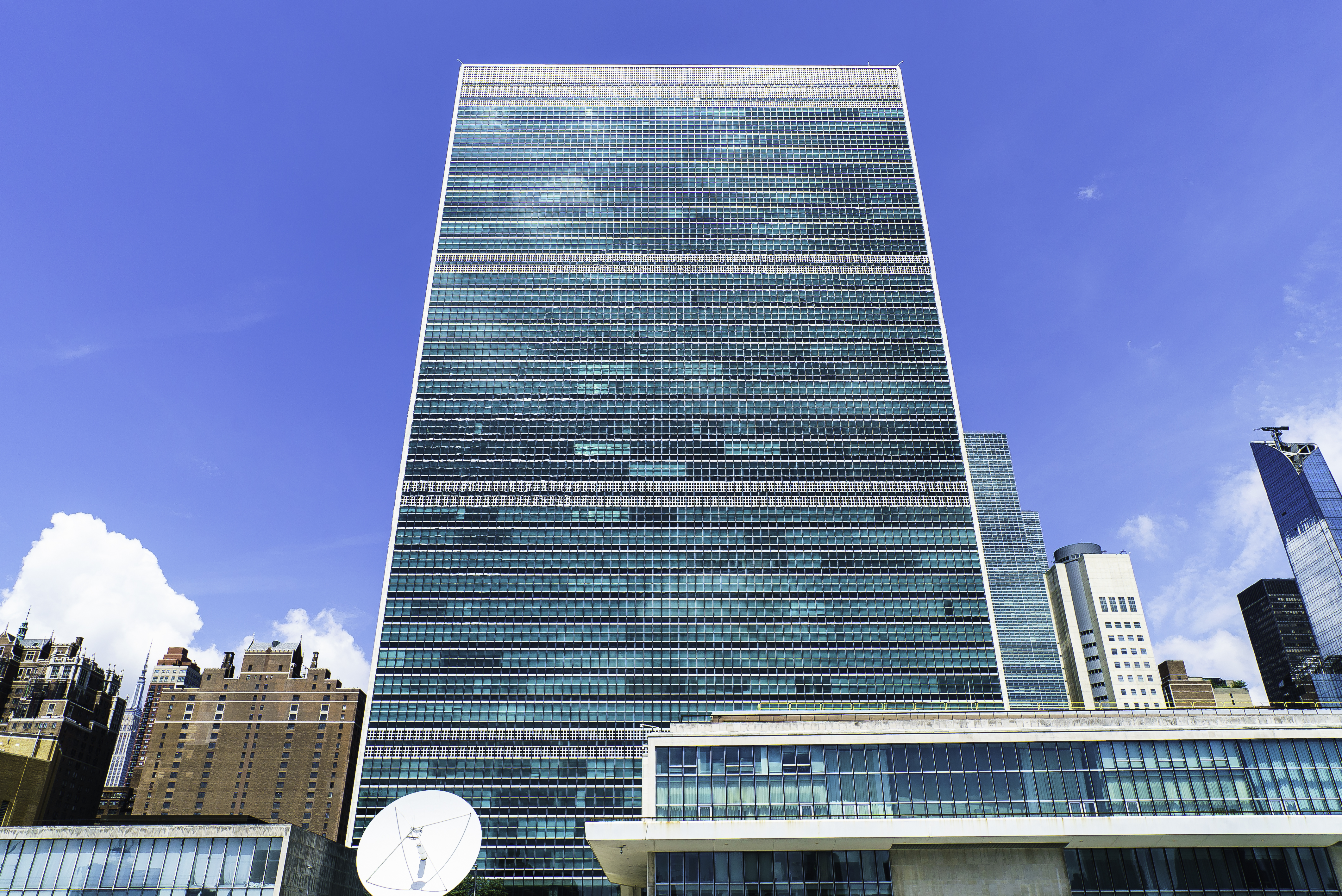
O Edifício do Secretariado com o Edifício de Conferências à frente

O processo de projeto da sede da ONU começou formalmente em fevereiro de 1947. Cada arquiteto membro do Conselho de Projeto elaborou seu próprio plano para o local, com alguns chegando a criar vários esquemas. Todos os planos precisavam incluir pelos menos três edifícios: um para a Assembleia Geral, um para o Secretariado e um para conferências. Os planos precisavam atender a vários "princípios básicos"; por exemplo, o Edifício do Secretariado precisava ser uma torre de quarenta andares sem recuos. Seria uma torre independente cercada por estruturas menores, algo que foi influenciado pelos ideias de Le Corbusier. Os primeiros projetos do Edifício do Secretariado acomodariam 2,3 mil funcionários, mas os arquitetos chegaram a considerar uma capacidade de 5 265 pessoas até por fim decidirem em uma torre para quatro mil funcionários. O prédio ficaria na extremidade sul do complexo por ser mais próximo da Rua 42, um grande cruzamento, além por a base rochosa ser mais rasa nesse local.
Os arquitetos elaboraram em março de 1947 os primeiros esboços preliminares para a sede. O Conselho de Projeto publicou no mesmo mês dois projetos alternativos para um complexo composto por cinco prédios, centrado no Edifício do Secretariado ao sul e dois edifícios de 35 andares na extremidade norte. Harrison, após várias discussões, selecionou um projeto baseado nas propostas de Niemeyer e Le Corbusier. Apesar do projeto ter sido um esforço colaborativo, Le Corbusier tomou para si todo o crédito, afirmando publicamente que os edifícios eram "100% a arquitetura e urbanismo de Le Corbusier". O Conselho de Projeto apresentou suas planos finais em maio. Estes tinham uma torre de 45 andares para o Secretariado na extremidade sul do terreno, um edifício de escritórios de trinta andares no norte e várias estruturas mais baixas entre os dois. O comitê da ONU aprovou o plano unanimemente.
Foi planejado que o Edifício do Secretariado fosse o primeiro a ser construído, sendo estimado que ficasse pronto no final de 1948. O plano enfrentou atrasos em meados de 1947 quando um abatedouro pediu para que tivesse permissão para permanecer no local por mais tempo. Foi originalmente planejado que o complexo custasse 85 milhões de dólares. A demolição das estruturas do terreno começou em julho de 1947. Neste mesmo mês, o secretário-geral Trygve Lie e os arquitetos começaram a discutir meios de reduzir custos ao diminuir o tamanho da sede. Lie apresentou um relatório à Assembleia Geral que recomendava reduzir o Edifício do Secretariado para 39 andares. A ONU tinha contemplado instalar uma piscina de natação durante o processo de planejamento, mas ela foi eliminada por objeções da mídia estadunidense. Os arquitetos consideraram no mês seguinte adicionar painéis de granito na fachada oeste, pois a luz do Sol entraria por esse lado durante a maior parte do dia de trabalho.
O presidente Harry S. Truman pediu em abril de 1948 que o Congresso dos Estados Unidos aprovasse um empréstimo sem juros de 65 milhões para financiar a construção. Houve incerteza se o projeto prosseguiria já que o Congresso demorou meses para aprovar o empréstimo. Por volta da mesma época, a ONU decidiu definitivamente reduzir o Edifício do Secretariado para 39 andares. Esperava-se que esta redução, mais outras modificações em outros locais, reduzisse os custos em três milhões de dólares. O empréstimo foi finalmente aprovado pelo Congresso em agosto, dos quais 25 milhões ficariam disponíveis imediatamente por meio da Corporação Financeira de Reconstrução. Lie previu que esses 25 milhões seriam suficientes apenas para pagar pela construção do Edifício do Secretariado. Ele adiou a instalação das mobílias do prédio com o objetivo de garantir que o projeto permanecesse dentro do orçamento de 65 milhões, desta forma economizando quatrocentos mil dólares.

#### Construção
A cerimônia de início das obras nos primeiros edifícios ocorreu em 14 de setembro de 1948. Os trabalhadores removeram um balde de solo para marcar o início das obras dos subsolos do Edifício do Secretariado. Harrison no mês seguinte pediu que os 58 membros da ONU e os 48 estados dos Estados Unidos participassem do desenho de interiores das salas de conferências. Acreditava-se que a ONU poderia reduzir seus próprios gastos se países suficientes desenhassem suas próprias salas. Também em outubro, a American Bridge Company foi contratada para construir a estrutura de aço do Edifício do Secretariado. Le Corbusier insistiu que a fachada tivesse quebra-sóis, mesmo com Harrison argumentando que isto não apenas seria caro mas também difícil de limpar durante o inverno. Isto fez os arquitetos ergueram uma cópia da fachada planejada no teto de um edifício próximo. Foi programado no final de 1948 que o Edifício do Secretariado receberia seus primeiros ocupantes em 1950.
A Fuller Turner Walsh Slattery Inc., um empreendimento conjunto entre a George A. Fuller Company, Turner Construction Company, Walsh Construction Company e Slattery Contracting Company, foi selecionada em dezembro de 1948 para construir o Edifício do Secretariado e também as fundações dos outros edifícios. O contrato com a Fuller Turner Walsh Slattery foi formalmente firmado no mês seguinte no valor de 23,8 milhões. O prazo para finalização da construção era 1º de janeiro de 1951, do contrário a Fuller Turner Walsh Slattery seria multada pela ONU em pelo menos 2,5 mil dólares por dia. A construção dos pegões sob o edifício começou no final de janeiro de 1949, enquanto a escavação do terreno foi finalizada no mês seguinte. Os trabalhadores ergueram a primeira viga de aço do Edifício do Secretariado em abril, com a bandeira das Nações Unidas sendo hasteada no alto dessa viga. A pedra fundamental da sede originalmente seria colocada no Edifício do Secretariado em 10 de abril de 1949, mas Lie adiou a cerimônia depois de descobrir que Truman não poderia estar presente. Enquanto isso, a pedra ficou guardada em um armazém no Queens.
A estrutura de aço foi finalizada em outubro de 1949. A cerimônia de colocação da última viga ocorreu no dia 5 e a bandeira da ONU foi hasteada no topo da armação de aço recém finalizada. A fachada ainda não estava completa, com o alumínio só chegando no décimo oitavo andar e o vidro até o nono. Truman aceitou seis dias depois o convite para a cerimônia de colocação da pedra fundamental. Esta foi colocada em 24 de outubro, quarto aniversário da fundação da ONU, por Thomas E. Dewey, o governador de Nova Iorque. Os trabalhadores completaram em janeiro de 1950 uma amostra de um escritório no oitavo andar. O prédio estava oitenta por cento completo em junho e foi programado que os primeiros ocupantes chegariam em dois ou três meses. A parte sul do estacionamento sob o prédio já estava pronta, enquanto a parte norte estava sendo finalizada como parte do Edifício da Assembleia Geral. O edifício estava planejado para ser finalizado apenas em janeiro de 1951.

### Finalização e primeiros anos

#### Inauguração

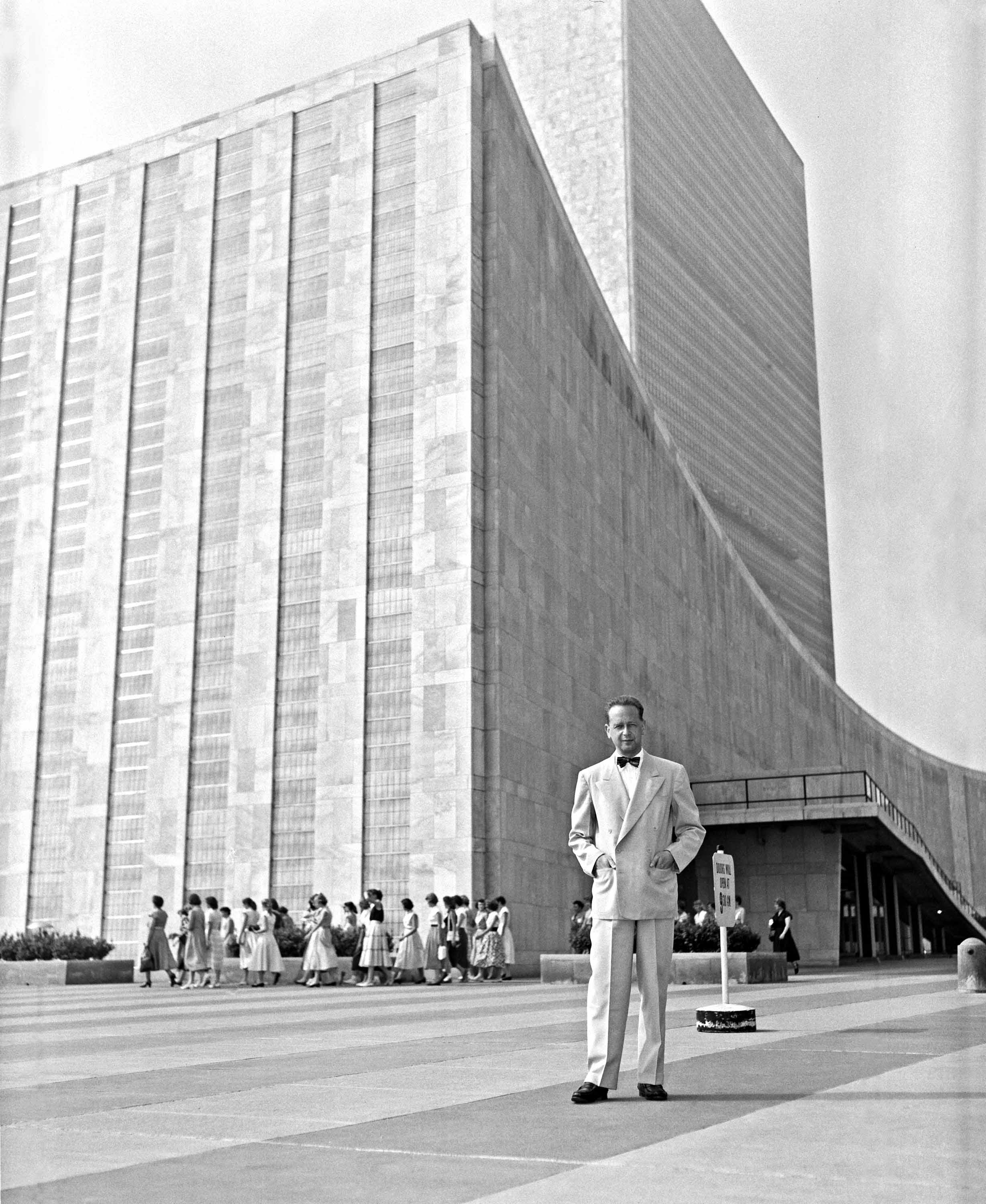
Secretário-geral Dag Hammarskjöld na frente dos recém finalizados Edifício da Assembleia Geral e Edifício do Secretariado em 1953

A primeira parte do edifício que foi finalizada foi seu estacionamento, que foi aberto em julho de 1950. Funcionários começaram a serem transferidos para o Edifício do Secretariado em 21 de agosto, com 450 funcionários ocupando os subsolos e os primeiros quinze andares. Funcionários que frequentemente participavam de reuniões, como intérpretes, permaneceram em Lake Success por mais um tempo. A recepção abrigava uma localização temporária para a livraria da ONU, que se musou para o Edifício da Assembleia Geral quando este foi finalizado em 1952. A ONU na época tinha 57 países membros e poderia acomodar mais treze.
A ONU inicialmente não permitiu visitantes ao Edifício do Secretariado. Foi descoberto pouco depois da inauguração que a fumaça vindo da vizinha Estação Geradora Waterside estava poluindo as entradas de ar para o sistema de ar-condicionado do edifício. A ONU concordou em novembro relocar as entradas de ar do prédio. Neste mesmo mês foi decidido gastar 360 mil dólares para reformar três andares para a Fundo das Nações Unidas para a Infância (UNICEF) e a Administração de Assistência Técnica. Correspondentes da imprensa se mudaram para o prédio em janeiro de 1951, com o Edifício do Secretariado estando totalmente ocupado até junho. Autoridades do edifício também anunciaram no início de 1951 que iriam consertar as janelas, que estavam vazando devido à má proteção contra intempéries. Foram registrados 4 916 casos de vazamentos antes das janelas serem reparadas em meados de 1951. Após uma tempestade em dezembro, depois dos trabalhos de conserto, apenas dezesseis vazamentos foram registrados.
O edifício tinha três mil funcionários ao final de 1951. A repórter Norma Lee Browning do Chicago Daily Tribune relatou que os funcionários não estavam se sentindo "unidos nem muito pacíficos", parcialmente porque tendiam a trabalharem próximos de seus conterrâneos. Já William R. Frye do The Christian Science Monitor afirmou que o escritório vertical do Edifício do Secretariado fez com que muitos funcionários expressassem nostalgia pela antiga sede em Lake Success. A cafeteria do prédio abriu em janeiro de 1952, enquanto o chafariz na frente do edifício foi dedicado em junho. Visitantes finalmente começaram a ser aceitos no mesmo ano, quando o resto da sede foi finalizada. O complexo estava recebendo 1,5 mil visitantes por dia até o final de 1952. O prédio foi limpo pela primeira vez em abril de 1953, com trabalhos de reparo na fachada sendo finalizados em setembro do mesmo ano.

#### Expansão

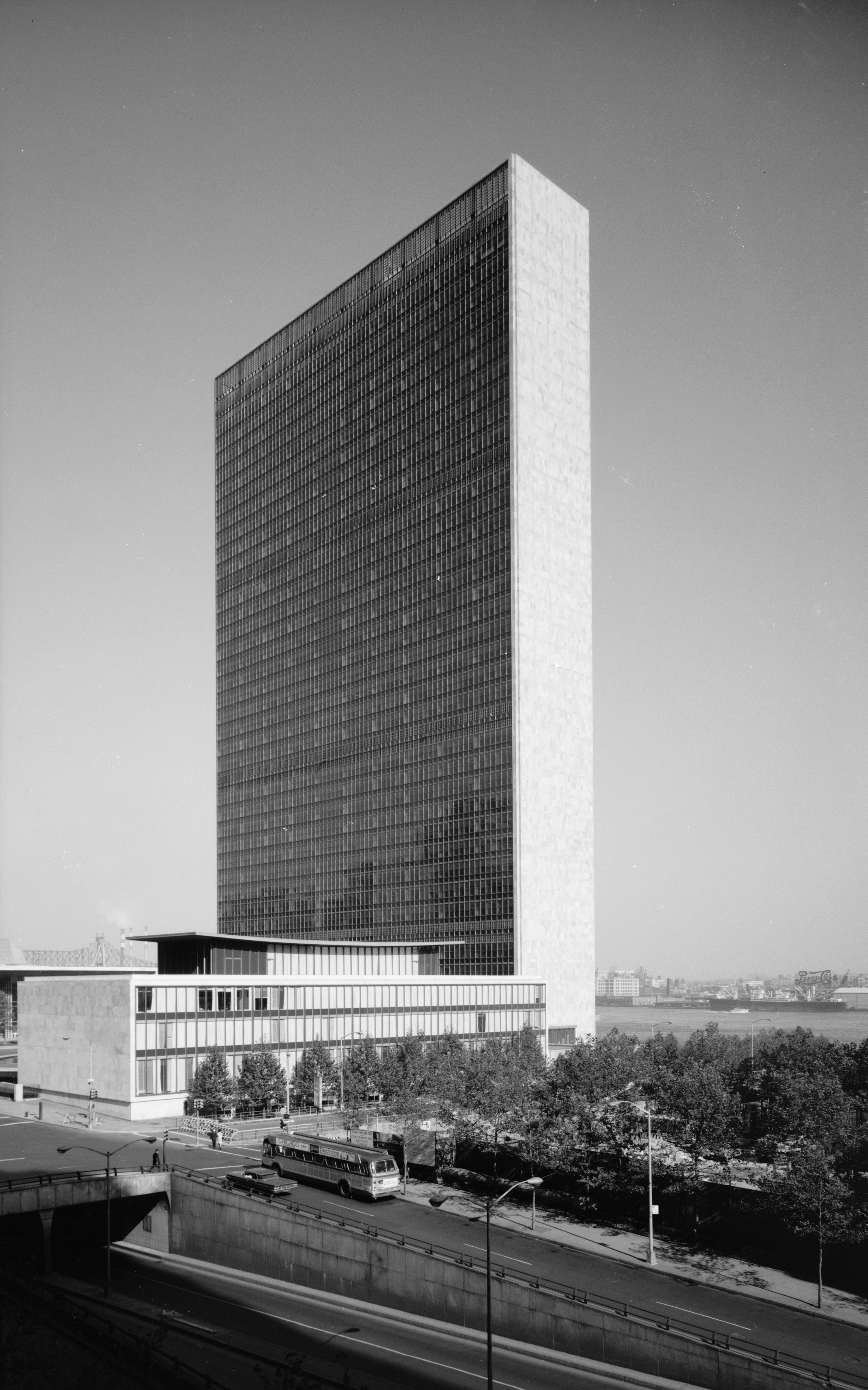
O Edifício do Secretariado em setembro de 1966

A ONU expandiu seus países membros durante a década de 1950, fazendo autoridades expandirem os equipamentos de comunicação em 1958. Hammarskjöld propôs no ano seguinte alocar 635 mil dólares para instalar elevadores automáticos no Edifício do Secretariado devido aos custos trabalhistas cada vez maiores. O prédio estava recebendo na época entre 2,5 e três mil turistas por dia. O Edifício do Secretariado estava ocupado em 1962 por três mil funcionários do Secretariado (três quartos da equipe total), além de outras organizações da ONU. Neste mesmo ano, o secretário geral U Thant propôs a construção de um anexo de dois andares ao custo de 6,3 milhões de dólares, mas o comitê da ONU rejeitou essa proposta. Um clube de jornalistas foi aberto no prédio no mesmo ano. Um painel aprovou em 1964 uma proposta para substituir os elevadores e renovar dois andares desocupados do edifício, mas as outras propostas de expansão da sede foram rejeitadas. Thant propôs dois anos depois construir outro prédio de escritórios dentro da sede. Nesta altura o Edifício do Secretariado estava quase lotado e algumas organizações, como a UNICEF, tendo sido forçadas a se mudar. Os elevadores manuais foram substituídos por automáticos em 1967.
Outra expansão foi proposta em 1968, desta vez incluindo um parque conectado ao Edifício do Secretariado. Isto levou à construção em 1975 do One United Nations Plaza na Rua 44, em frente ao complexo da ONU. A sede foi expandida ligeiramente entre 1978 e 1981. Como parte deste projeto, uma nova cafeteria foi construída na extremidade norte da sede, enquanto a cafeteria do Edifício do Secretariado foi convertida em escritórios. Outro edifício de escritórios ao lado da sede, o Two United Nations Plaza, foi finalizado em 1983. Nesta altura o Secretariado tinha mais de seis mil funcionários, alguns dos quais foram forçados a trabalhar no United Nations Plaza. Mesmo assim os novos edifícios mal eram suficientes para acomodar as necessidades de espaço da ONU, que na década de 1970 tinha 140 países membros. Além disso, os ocupantes do Edifício do Secretariado permaneceram praticamente constantes desde sua inauguração. Assim, o prédio acomodava departamentos que existiam desde a década de 1950 mas não tinham relação com o Secretariado. Novos departamentos do Secretariado ocupavam escritórios em prédios próximos em vez do Edifício do Secretariado.

### Questões de manutenção

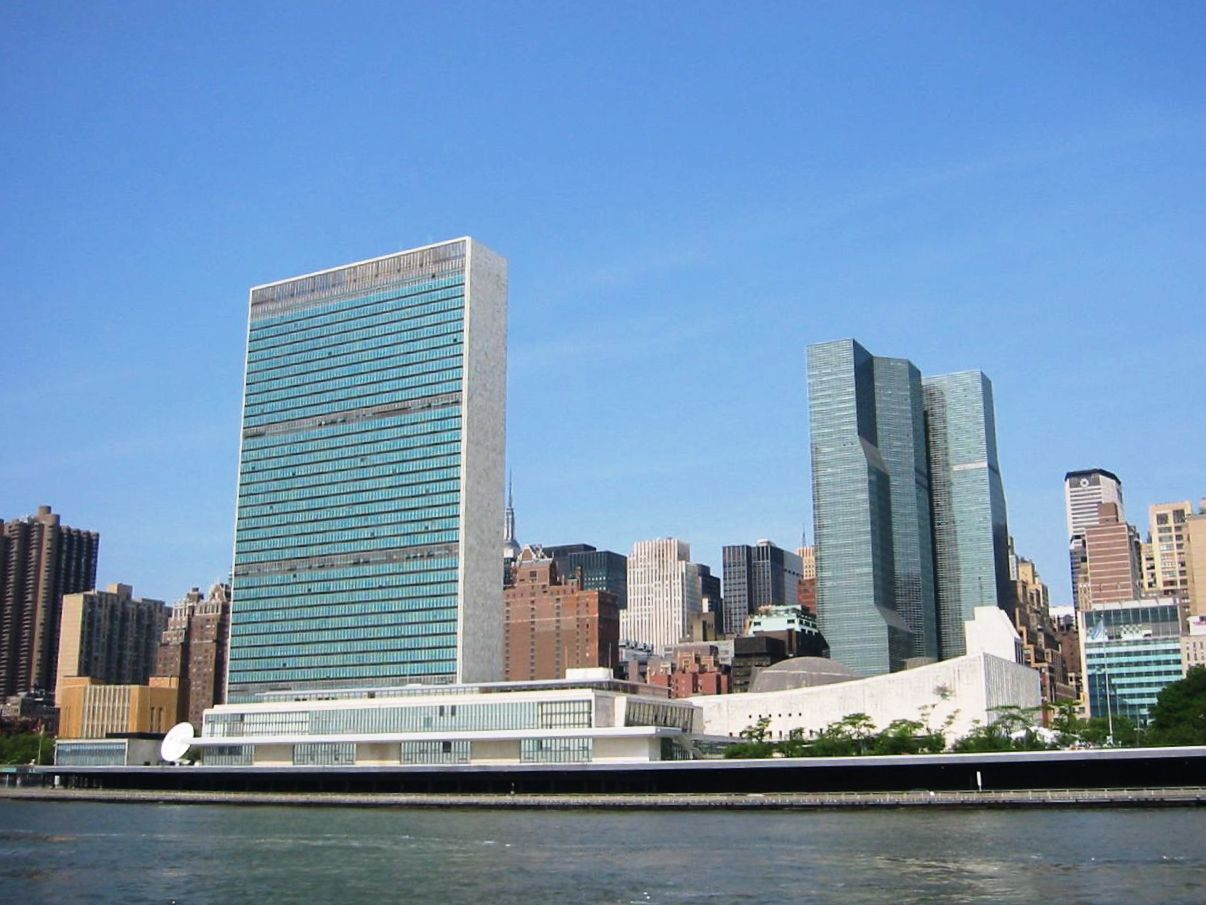
Sede da ONU em maio de 2006

A ONU, por escassez de orçamento na década de 1980, desviou dinheiro de manutenção da sede para financiar missões de paz e outras atividades. Apenas os custos de aquecimento e refrigeração do Edifício do Secretariado chegavam a dez milhões de dólares por ano. O prédio era isento de vários regulamentos de construção pela situação extraterritorial da sede da ONU. Além disso, os maquinários do edifício criavam campos eletromagnéticos que supostamente deixavam os funcionários doentes. A Assembleia Geral tinha aprovado em 1990 a instalação de escudos eletromagnéticos, mas o dinheiro foi usado para consertar o telhado.
O edifício tinha se tornado em 1998 tecnologicamente datado e autoridades da ONU consideraram renovar a sede. Ele não se adequava aos regulamentos de construção modernos de Nova Iorque: carecia de chuveiros contra incêndio, vazava muito e havia uma grande quantidade de amianto que precisava ser removido. Os sistemas mecânicos estavam tão datados que a ONU precisava fabricar por conta própria peças de substituição, enquanto um quarto do aquecimento escapava por vazamentos no muro cortina. O edifício também consumia grandes quantidades de energia porque a ONU não estava preocupada com economia energética na época da construção. Uma parte de um andar foi desocupado pela interferência de campos eletromagnéticos. Christopher S. Wren do The New York Times chegou a afirmar que "se as Nações Unidas tivessem que cumprir os regulamentos de construção da cidade [...] ela poderia muito bem ser fechada". A ONU propôs na época renovar o prédio ao custo de oitocentos milhões de dólares, pois foi concluído que o custo de longo prazo de renovações seria mais barato do que não fazer nada.
A ONU encomendou um relatório da firma de engenharia Ove Arup & Partners, que foi publicado em 2000. Ele recomendava a renovação da sede por seis anos e que dez andares fossem adicionados ao Edifício do Secretariado. Várias opções de renovação foram apresentadas. A alternativa mais cara custaria 245 milhões de dólares e teria o prédio sendo reconstruído em fases, necessitando da relocação de um terço dos funcionários. Outra opção custaria apenas 74 milhões e teria a construção de vários prédios de escritórios menores. A ONU não conseguiu dinheiro para projeto algum na época. Os muros cortina foram cobertos com um revestimento verde depois dos Ataques de 11 de setembro de 2001 que tinha o objetivo de limitar danos em caso de um atentando com bomba. O secretário-geral Kofi Annan propôs em 2002 substituir o Playground Robert Moses com uma nova torre, transferindo o Secretariado temporariamente para lá enquanto o Edifício do Secretariado era renovado. A ONU selecionou o arquiteto Fumihiko Maki para projetar esse novo prédio, porém a Assembleia Estadual de Nova Iorque rejeitou em 2005 a legislação que permitiria o prosseguimento desses planos.
Foi então decidido renovar as estruturas existentes em sete anos ao custo de 1,6 bilhões de dólares. O Edifício do Secretariado seria renovado em quatro fases, cada uma cobrindo dez andares, com a ONU alugando espaço equivalente em prédios próximos. Louis Frederick Reuter IV seria o arquiteto original para a renovação, mas ele se demitiu em 2006 depois de várias disputas entre a ONU e autoridades estadunidenses. Michael Adlerstein foi contratado para substituí-lo. A firma de engenharia Skanska foi contratada em julho de 2007 para realizar a renovação dos Edifícios do Secretariado, Conferências e Assembleia Geral. Nesta altura o custo do projeto tinha crescido para 1,9 bilhões. O secretário-geral Ban Ki-moon aprovou antes do início das reformas um programa piloto para reduzir emissões de calor ao aumentar as temperaturas dentro do prédio. Nesta altura os escritórios estavam sendo rearranjados tão frequentemente que os sistemas de aquecimento e refrigeração não funcionavam mais como deviam.

### Renovação
A renovação da sede da ONU começou formalmente em 2008. Adlerstein planejou reconstruir completamente os escritórios do Edifício do Secretariado e ao mesmo tempo preservar a aparência externa e espaços públicos. Todos os cinco mil funcionários do prédio precisaram ser relocados. Trabalhos no edifício começaram em meados de 2010. Os trabalhos envolveram redesenhar os sistemas mecânicos, adicionar proteção contra bombas e atualizar o prédio para se adequar aos regulamentos de construção de Nova Iorque. Além disso, grandes quantidades de amianto foram removidas da estrutura e o alarme e chuveiros contra incêndios foram reinstalados. O muro cortina foi reconstruído em várias seções, começando dos andares mais baixos e subindo. O edifício também foi equipado com vários elementos para deixá-lo mais sustentável.
O Edifício do Secretariado foi reaberto em fases, com os primeiros funcionários retornando em julho de 2012. O subsolo foi inundado em 29 de outubro pelo Furacão Sandy, forçando um fechamento de três dias e relocação temporária de vários escritórios. Os últimos funcionários retornaram em dezembro. O prédio passou a abrigar todas as divisões do Secretariado após a renovação. Alguns de seus ocupantes anteriores, como o Departamento de Operações de Paz, foram relocados para outros edifícios. O aquecimento e ar-condicionado do prédio foram reduzidos pela ONU em 2019 por uma escassez de orçamento, com algumas escadas rolantes também sendo desligadas.

## Arquitetura
O edifício foi projetado no estilo internacional por dez arquitetos sob o diretor de planejamento Wallace Harrison. O Conselho de Projeto era formado por Nikolai Bassov da União Soviética, Gaston Brunfaut da Bélgica, Ernest Cormier do Canadá, Le Corbusier da França, Liang Sicheng da China, Sven Markelius da Suécia, Oscar Niemeyer do Brasil, Howard Robertson do Reino Unido, G. A. Soilleux da Austrália e Julio Vilamajó do Uruguai. Abel Sorenson foi o desenhista de interiores. Além disso, David Fine da United States Steel supervisionou a construção. O edifício abriga as funções administrativas da ONU, incluindo finanças e traduções. Possuí três andares subterrâneos e 39 andares acima do solo. Sua altura foi citada em 166 metros quando foi finalizado, porém a Emporis e o The Skyscraper Center citam 154,3 metros.

### Forma e fachada

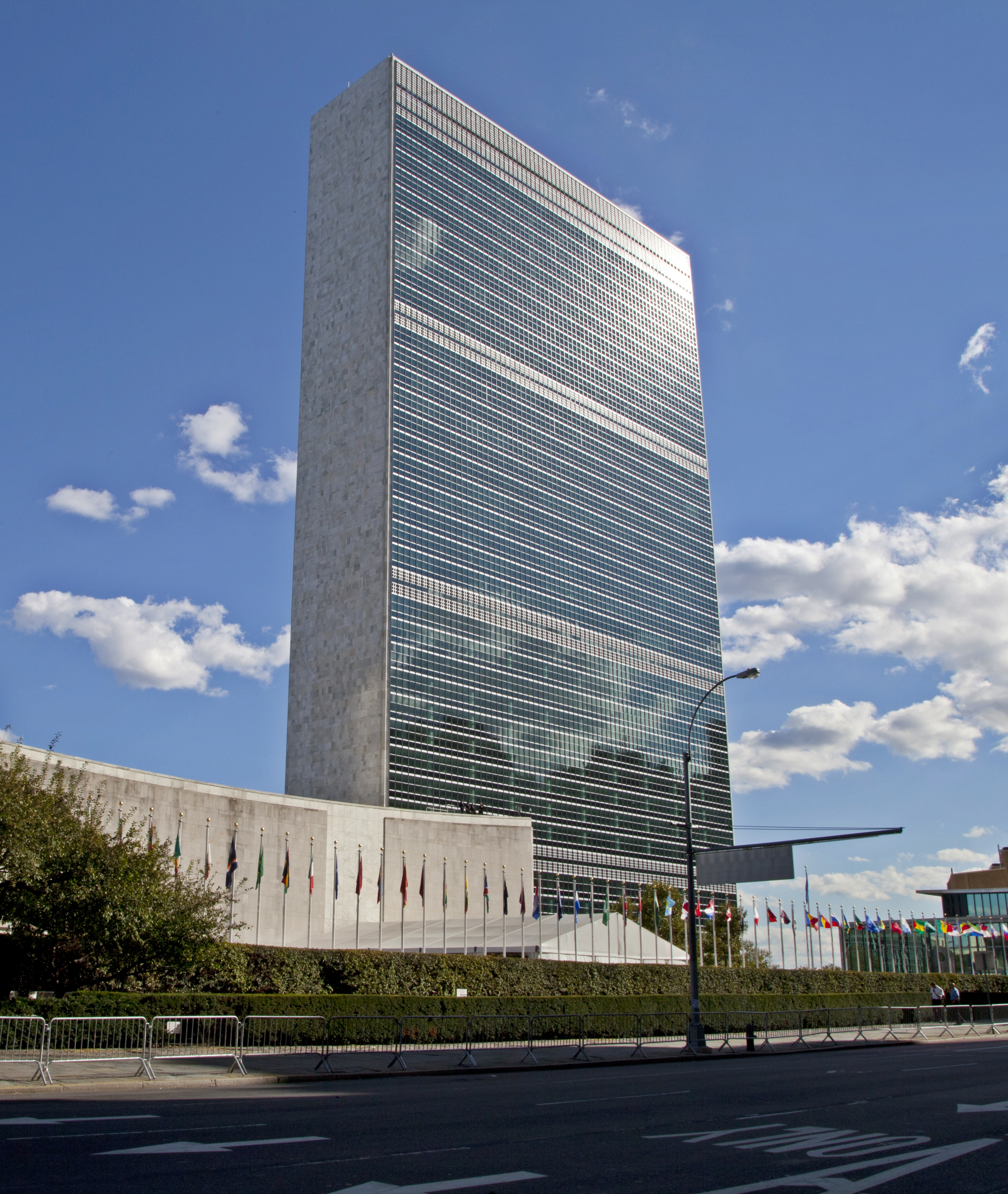
O Edifício do Secretariado visto do noroeste, com o Edifício da Assembleia Geral à esquerda

O Edifício do Secretariado foi projetado como uma laje retangular de 22 por 87 metros, com o eixo mais longo orientado no sentido norte-sul. Os arquitetos queriam projetar a massa do edifício sem recuo algum. Isto contrastava com prédios mais antigos, como aqueles do complexo do Rockefeller Center, que tinham vários recuos correspondentes ao topo de seus elevadores.
A pedra fundamental da sede da ONU foi dedicada no Edifício do Secretariado em 1949. A pedra fundamental é um bloco de granito de Nova Hampshire com inscrições em inglês, espanhol, francês, russo e chinês, que na época eram os cinco idiomas oficiais da ONU. Inicialmente foi planejado relocar a pedra fundamental para o Edifício da Assembleia Geral quando este fosse finalizado. As autoridades da ONU acabaram decidindo fixar a pedra permanentemente em um pedestal ao lado do Edifício do Secretariado.

#### Muros cortina
As fachadas leste e oeste consistem de muros cortina de vidro dentro de uma armação de metal. Foi o primeiro arranha-céu de Nova Iorque a usar um muro cortina de vidro. As duas fachadas têm 5,4 mil janelas no total. Foram usados 28 mil metros quadrados de vidro, muito mais do que qualquer outra estrutura no mundo na época. A General Bronze Corporation fabricou e forneceu o edifício com as janelas individuais, molduras de spandrel, venezianas e metalurgias arquitetônicas. O muro cortina original era de uma única camada de vidro azul esverdeado  que absorvia calor. O vidro reflexivo foi escolhido principalmente como um meio de reduzir o calor na fachada oeste, que absorvia a maior parte da luz solar durante um dia de trabalho normal. A fachada leste foi coberta com o mesmo material por questões estéticas. A General Bronze Corporation fabricou as janelas para cumprirem as especificações do projeto de Harrison: "um muro cortina escorado [sessenta centímetros, 22 centímetros], em frente de uma estrutura de aço de modo que forme uma camada nivelada de vidro absorvente de calor Thermopane azul esverdeado, pintado de preto na face interna". A fachada moderna foi instalada em 2010 e é feita de vidro de baixa emissividade semelhante com a fachada original. O muro cortina moderno é feito de duas camadas de painéis de vidro, que são mais resistentes a estilhaços em caso de um atentando a bomba.
Os muros cortina eram ancorados a 84 milímetros da estrutura do prédio, sendo presos ao chão das lajes de concreto. Cada uma das janelas originais eram janelas guilhotina de alumínio, separadas uma da outra por mainéis também de alumínio que se projetavam ligeiramente para fora da fachada. As janelas guilhotina eram compatíveis com os convencionais equipamentos de limpeza de janelas da época. Os muros cortina modernos são pendurados da estrutura por placas estabilizadoras e também há mainéis de alumínio se projetando para fora. As fachadas leste e oeste são divididas verticalmente em dez tramos, cada um com 8,5 metros de largura. Em cada tramo há sete painéis, cada um medindo 1,2 metros de largura e 3,7 metros de altura. Três dos painéis do antigo muro cortina estão preservados no Museu de Arte Moderna.
Painéis de enjunta separam as janelas de andares diferentes. Os lados internos das enjuntas são pintados de preto, desta forma isolando o edifício termicamente e também ao mesmo tempo criando uma sensação de profundidade. Os muros cortina inicialmente tinham frestas cujo objetivo original era impedir que as janelas rachassem. A maioria destas frestas foram tampadas entre 1952 e 1953 porque o formato do prédio e sua suscetibilidade a ventos fortes frequentemente fazia com que água da chuva vazasse para dentro. O sexto, décimo sexto, vigésimo oitavo e trigésimo nono andares abrigam equipamentos mecânicos e consequentemente contém galeiras de canos em vez de painéis de vidro. A fachada desses andares de serviço consiste em painéis de treliça, exceto no trigésimo nono, onde existe uma cobertura de serviço atrás de uma grade aberta. O arquiteto Henry Stern Churchill escreveu que a cobertura de serviço era de "um formato muito simples e poderia muito bem ter ficado visível".

#### Lajes de mármore
As mais estreitas fachadas norte e sul são feitas de revestimento de alvenaria com mármore de Vermont. Estas fachadas sobem como lajes ininterruptas e não possuem tipo algum de abertura. A estrutura de aço do edifício, incluindo os suportes, ficam escondidos dentro dessas lajes. Harrison afirmou que as fachadas de mármore permitiam não apenas que o Edifício do Secretariado fosse visto como um monumento, mas também reduzia a competição entre funcionários por escritórios nos cantos.

### Elementos estruturais
A fundação inclui pegões de concreto até a base rochosa. Estacas de aço são usadas em pontos em que a base rochosa tem mais de seis metros de profundidade. Elas estão instaladas em conjuntos de cinco a vinte e tem entre quinze e 27 metros de profundidade. Cada conjunto de estacas tem uma cobertura de concreto. As cargas estruturais são suportadas por uma estrutura interna que inclui doze mil toneladas de aço. As colunas da estrutura estão arranjadas em uma grade dez por três. Os dez tramos norte-sul tem 8,5 metros de largura, mas os três leste-oeste tem larguras diferentes. O tramo ocidental tem 6,3 metros, o central 5,54 metros e o oriental 8,2 por 2,4 metros. O tramo central foi usado como núcleo de elevador. Os andares de forma geral são feitos de malha e concreto reforçado, sendo cobertos por terraço, cimento, telha de asfalto ou carpetes. Dutos elétricos e de ar foram colocados abaixo de cada laje de andar. As paredes divisórias internas são feitas de alvenaria, mármore, gesso, vidro, alumínio ou aço.

### Interior
O Edifício do Secretariado foi construído com 82,6 mil metros quadrados de espaço e na época de sua finalização podia acomodar quatro mil funcionários. O sexto, décimo sexto e vigésimo oitavo andares são andares de serviço, enquanto o trigésimo nono serve de cobertura de serviço e é acessível apenas por escadas. Além disso, a sede da ONU tinha um sistema de correio pneumático com tubos que se conectavam a um ponto central de coleta no Edifício do Secretariado. Objetos podiam ser transportados entre andares por um sistema transportador por correias que viajavam a uma velocidade de trinta metros por minuto. Também havia um pequeno elevador de alimentos que parava em todos os andares exceto no térreo e andares de serviço. O sistema pneumático só servia dois andares, enquanto o sistema de correias e o elevador de alimentos eram usados principalmente pelas estações de mensagens, que ocupavam apenas onze andares. O prédio é decorado com várias obras da Coleção de Arte das Nações Unidas.
Foi construído com 21 elevadores de alta velocidade e oito elevadores de bronze e vidro. Há dois elevadores de carga que atendem todos os andares e três bancos de seis elevadores de passageiros. Os bancos baixo, médio e alto atendem, respectivamente, do segundo ao quinto andares, do décimo sexto ao vigésimo sétimo e do vigésimo oitavo ao trigésimo nono. Os elevadores foram programados de forma que se uma pessoa em um dos andares de escritório estivesse esperando para descer por mais de um minuto, então poderia entrar no próximo elevador subindo. Os elevadores inicialmente eram operados por ascensoristas, mas foram convertidos em 1967 para operação manual.

#### Andares inferiores

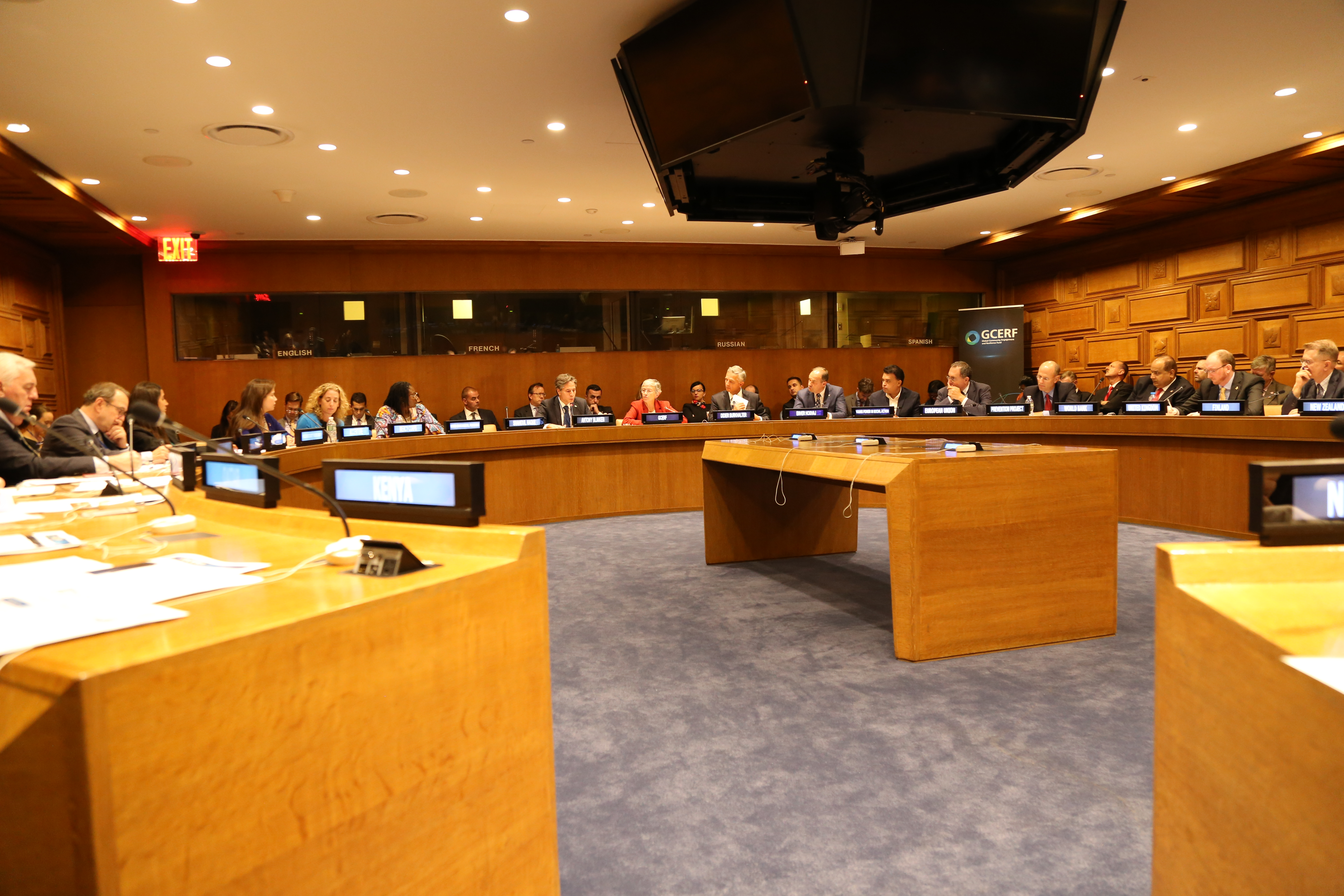
Uma sala de reuniões

Sob o edifício há uma garagem de três andares para funcionários da ONU com 1,5 mil vagas. No primeiro subsolo também está o correio da ONU e um estúdio para filmes educacionais. No segundo subsolo há armários para trabalhadores da manutenção e uma sala para impressão de documentos. No terceiro subsolo há um pequeno quartel de bombeiros e uma sala de fornalha, além de uma sala de distribuição de documentos. O departamento de rádio do Departamento das Nações Unidas de Informação Pública também fica em um dos subsolos. Túneis nos subsolos levam ao sul para a biblioteca e ao norte para o Edifício da Assembleia Geral.
A recepção tem piso de terraço branco e preto, já as colunas são cobertas de mármore verde italiano. As entradas e corredores próximos dos elevadores também tem o mesmo piso. Há janelas completas na recepção. Na recepção também está Peace, um vitral de 4,6 por 3,7 metros feito por Marc Chagall e dedicado em 1964 à memória de Hammarskjöld. Os andares mais baixos abrigavam estúdios de transmissão, escritórios de imprensa, salas de funcionários e outras funções. Correspondentes da imprensa para a ONU ficavam do segundo ao quarto andares. Havia um espaço de meditação no segundo andar que também era usado para conferências de imprensa. Além disso, havia uma agência bancária no quarto andar. O quarto e quinto andares era conectados por uma escadaria aberta.
Há comodidades para os funcionários no quinto andar, incluindo uma clínica médica e uma passagem para uma sala de jantar de funcionários adjacente ao Edifício de Conferências. Esta sala de jantar originalmente seria um terraço aberto com vista para o rio Leste, mas foi parcialmente fechada pela poluição oriunda de uma usina de energia próxima. A sala de jantar frequentemente sediava festas e recepções para a equipe de ONU até ser convertida em mais escritórios em 1981. A sala de jantar moderna fica  no Anexo Sul da sede e foi finalizada em 1982, sendo um lugar que pode acomodar 750 pessoas. No sétimo andar ficava uma grande central telefônica para o Escritório de Informações. Esta central foi instalada pela New York Telephone Company e originalmente foi projetada para acomodar três mil linhas, mas podia ser expandida para até oito mil. No décimo sétimo andar havia um salão para intérpretes e as divisões de arte e cartografia da ONU, enquanto no vigésimo andar havia uma barbearia.

#### Escritórios
Os escritórios ficam nos andares mais altos. Cada andar tem uma área de 1,8 mil metros quadrados. Havia escritórios particulares no perímetro de cada andar. Os escritórios do Secretariado, equipe de apoio e núcleos dos elevadores ficam aglomerados no meio de cada andar. O lado leste do edifício era mais desejável por causa da vista para o rio Leste, com diplomatas de alta graduação necessitando de grandes espaços para secretários, gabinetes e outras funções. Consequentemente, autoridades de baixo escalão trabalhavam virados para oeste e aqueles de mais alto escalão ficavam no leste. Espaços como banheiros femininos originalmente ficavam no lado oeste, com vista para o centro de Manhattan. Autoridades do alto escalão, como os subsecretários, tinham escritórios com painéis de madeira e salas de conferências adjacentes.
Os escritórios são divididos em módulos de 1,2 metros de largura com divisórias móveis que se alinham com os mainéis da fachada. Os escritórios originalmente tinham mesas francesas e cadeiras de alumínio. Algumas das mobílias originais foram restauradas em 2010, enquanto outras foram substituídas por réplicas. O edifício usa mais de quatro hectares de placas de forro acústico no teto. Cada teto tem luminárias espaçadas em intervalos regulares, que são equipados com venezianas em forma de caixa de ovos para reduzir o brilho. Os tetos se inclinam perto de cada janela. Cada escritório tem um conjunto de persianas venezianas que permite que os ocupantes ajustem os níveis de luz natural; há 2,2 mil persianas no total. O jornal The New York Times relatou em 1949 que o edifício tinha onze quilômetros de divisórias, 420 quilômetros de fiações elétricas, onze mil tomadas elétricas e 74 quilômetros de encanamento. A disposição original dos escritórios mudou pelo decorrer do século XX. As divisórias originalmente iam do chão ao teto, mas foram substituídas por divisórias de meia altura em 2010, quando todos os andares foram convertidos para um plano aberto.
O sistema de ar-condicionado tinha quatro mil conjuntos individuais de controles. Este sistema reduzia os custos de resfriamento em pelo menos 25 por cento e também permitia customização as temperaturas em escritórios individuais. Escritórios a até 3,7 metros de uma janela são refrigerados por unidades de alta velocidade embaixo das janelas. O ar para os escritórios próximos do centro do edifício vinha de unidades de baixa velocidade no teto. O ar refrigerado vinha de dois compressores centrífugos que geravam 2,3 mil toneladas de ar. Há aquecedores de água embaixo das janelas, dentro das fachadas norte e sul e embaixo da laje do primeiro andar. Além disso, há aquecedores de gás nas galerias de canos. Os desumidificadores de cada andar são abastecidos com água fria do rio Leste a uma taxa de 53 mil litros por minuto. O uso da água do rio Leste eliminou a necessidade de uma torre de resfriamento dedicada, o que teria necessitado aumentar a altura do edifício e fortalecer sua estrutura.
No trigésimo oitavo andar estão os escritórios e apartamento do Secretário-Geral. A suíte foi doada pela Câmara de Comércio Austríaca e projetada por Gerhard Karplus, Karl Mang e sua esposa. Era coberta por painéis de nogueira antes da renovação de 2010. A sala de conferências foi decorada com várias mobílias projetadas por arquitetos austríacos e uma pintura aquarela de Raoul Dufy, enquanto o escritório com vista para o rio Leste tinha uma cozinha e mais mobílias austríacas. Além disso, também há uma central telefônica para o Presidente da Assembleia Geral; a maioria dos funcionários do Secretariado não tem permissão de irem ao trigésimo oitavo andar.

## Impacto

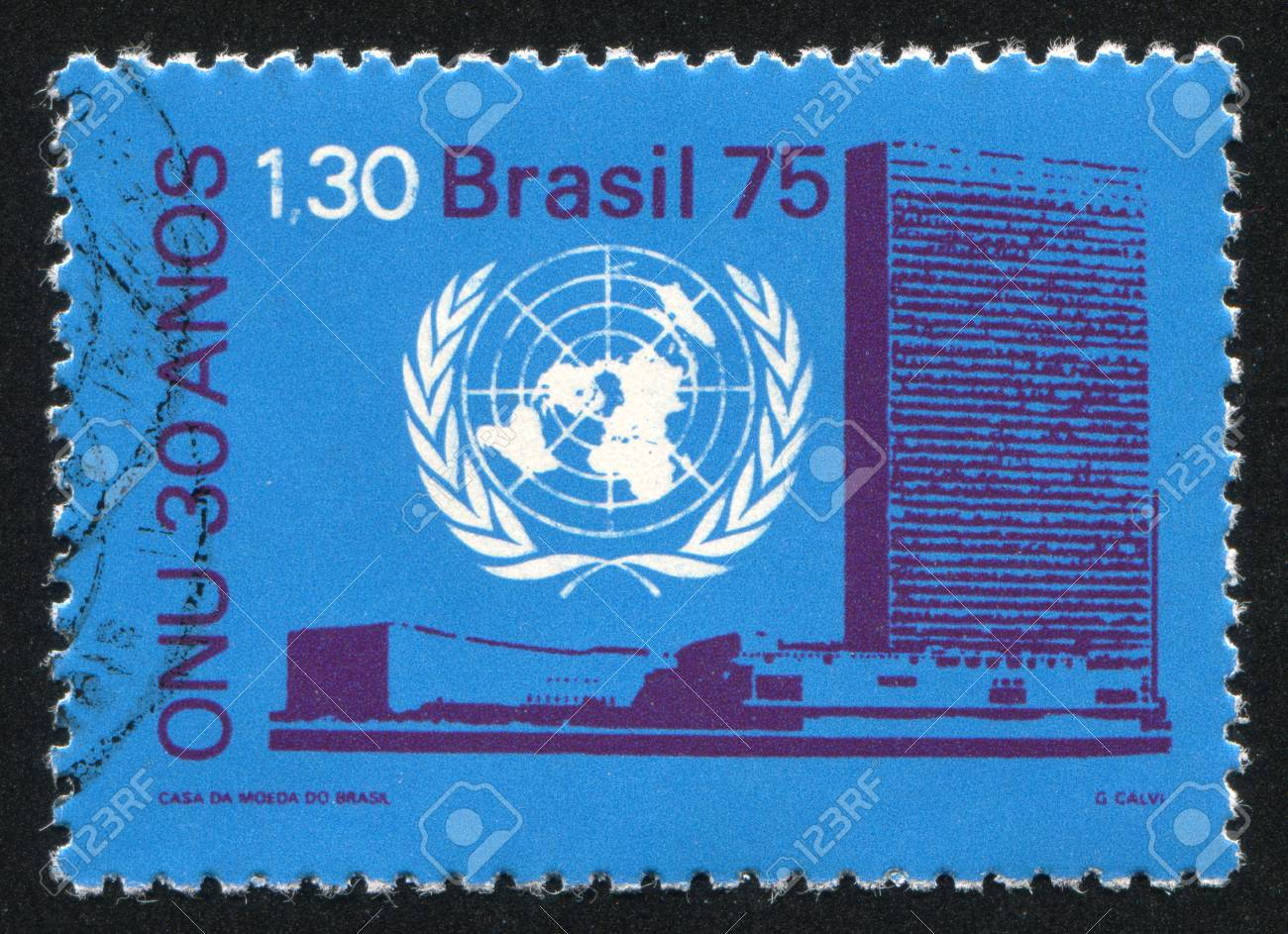
O Edifício do Secretariado em um selo brasileiro de 1975

A revista Building descreveu o Edifício do Secretariado em junho de 1949, ainda durante a construção, como "uma grande armação de mármore para duas janelas enormes... um mosaico refletindo o céu a partir de mil facetas". A revista Newsweek caracterizou a estrutura em 1950 como "uma mistura entre Hiroshima, um conjunto [de construção] e a casa dos sonhos de um vidraceiro". A revista Office Management and Equipment presenteou a ONU depois da finalização do prédio em 1951 com uma placa reconhecendo-o como o "escritório do ano". Funcionários do Edifício do Secretariado rapidamente o apelidaram de "Casa de Vidro".
O Edifício do Secretariado foi sujeito a vários comentários arquitetônicos depois de sua finalização, porém as avaliações sobre sua qualidade foram mistas. A revista Vogue o comparou em 1952 com um "sanduíche de sorvete", descrevendo-o como sendo "tanto monumento quanto escritório". A revista Time escreveu no mesmo ano que "Alguns críticos arquitetônicos chamaram o Secretariado de tudo desde um 'console de rádio magnífico' até 'um sanduíche no final'". O arquiteto Henry Stern Churchill comentou sobre o prédio: "Visualmente ele domina completamente o grupo; quando alguém pensa na ONU, pensa apenas na vasta laje de vidro verde e mármore". A revista Architectural Forum comentou que "Desde que Lorde Carnarvon descobriu a Tumba do Rei Tut em 1922 que um edifício não causou tanta comoção". O arquiteto Aaron Betsky escreveu em 2005 que "O Secretariado se tornou tanto um abstração das redes de escritório por trás dele quanto uma própria pintura abstrata, posada em frente de Manhattan enquanto alguém se aproxima vindo de um dos grandes aeroportos em Long Island".
O arquiteto sir Giles Gilbert Scott descreveu o Edifício do Secretariado como "aquela caixa de sabonete", afirmando que "Eu não sei se aquilo é arquitetura". O critico Lewis Mumford o considerou um "triunfo estético superficial e um fracasso arquitetônico" que só é animado durante a noite, quando os escritórios estão iluminados. Ele também comentou os interiores: "Longe de ser o edifício de escritórios modelo que poderia ter sido, é realmente um trabalho muito convencional". Mumford relutantemente reconheceu que o edifício poderia ser um símbolo global, dizendo que ele representava o fato que "a revolução gerencial ocorreu e que a burocracia governa o mundo".
Outros edifícios de fachada de vidro em Manhattan, como a Casa Lever, o Edifício Corning Glass e o Edifício Spring Mills, foram construídos e inspirados pelo Edifício do Secretariado. O desenvolvimento da Casa Lever e do Edifício Seagram, por sua vez, levaram ao desenvolvimento de outros arranha-céus com fachadas de vidro ao redor do mundo. Além disso, o One United Nations Plaza foi projetado para complementar o estilo do Edifício do Secretariado. O prédio e suas estruturas adjacentes apareceram em vários filmes como North by Northwest de 1959. O filme The Interpreter de 2005 foi o primeiro a ser filmado dentro da sede da ONU.

### Citações
1. 1 2 3   White, Willensky & Leadon 2010, p. 343
2. 1 2 3 4   «U.N. Headquarters: Described as an Architectural Typhoon Centre Visitors Usually Impressed United Nations». South China Morning Post. 15 de abril de 1953. p. 10. ProQuest 1538823528
3. 1 2   Kelsen 2000, p. 350
4. 1 2   Weber, Bruce (20 de outubro de 1995). «At 50, U.N. Is Still a Stranger in New York». The New York Times. ISSN 0362-4331
5. 1 2   «Agreement regarding the Headquarters of the United Nations» (PDF). United Nations Treaty Collection. 21 de novembro de 1947. p. 12. Consultado em 28 de março de 2024
6. 1 2 3   «U.N. Weighs Rebuilding Its Complex». The New York Times. 26 de julho de 2000. ISSN 0362-4331
7. 1 2 3 4 5 6   «United Nations Headquarters Serves as Meeting Place of World: Construction and Related Costs of Buildings Placed at $73 Million». UN Chronicle. 14 (2). Fevereiro de 1977. ProQuest 1844328210
8. 1 2   «U. N. Dedicates $50,000 Fountain Given by School Children of U. S.». The New York Times. 27 de junho de 1952. ISSN 0362-4331
9. 1 2   «Children of U S. Give $50,000 Fountain to U.N». New York Herald Tribune. 27 de junho de 1952. p. 1. ISSN 1941-0646
10. ↑   «Bronze Work Honors Hammarskjold». The New York Times. 12 de junho de 1964. ISSN 0362-4331
11. 1 2 3   Fine, Max (14 de janeiro de 1958). «UN May Not Be So Popular, But Folks Like Building». Daily Defender. p. 9. ProQuest 493600161
12. ↑   «United Nations Opens Formal Gardens to the Public». The New York Times. 19 de setembro de 1958. ISSN 0362-4331
13. ↑   Endrst, Elsa B. (dezembro de 1992). «So proudly they wave ... flags of the United Nations». UN Chronicle. 29 (4)
14. ↑   Goldberger, Paul (26 de janeiro de 1981). «Helmsley Plan for Tudor City Land Swap: Its Pluses and Minuses; An Appraisal». The New York Times. ISSN 0362-4331
15. ↑   «Turtle Bay Gardens Historic District» (PDF). Registro Nacional de Lugares Históricos. 21 de julho de 1983. p. 5. Consultado em 28 de março de 2024
16. 1 2 3   «Home of U.N. Rising Along East River». The Washington Post. 9 de maio de 1949. p. B7. ISSN 0190-8286
17. 1 2 3 4 5   Iglauer, Edith (1 de dezembro de 1947). «The UN Builds Its Home». Harper's Magazine. 195 (181). ProQuest 1301538833
18. ↑   Boland, Ed (8 de junho de 2003). «F.Y.I.». The New York Times
19. ↑   Stern, Mellins & Fishman 1995, p. 606
20. ↑   Betsky & Murphy 2005, p. 12
21. ↑   Rosenthal, A. M. (19 de maio de 1951). «U.N. Vacates Site at Lake Success; Peace Building Back to War Output». The New York Times. ISSN 0362-4331
22. 1 2 3 4 5 6 7 8 9 10 11 12 13 14 15 16 17 18 19 20 21 22 23   «U.N. Headquarters Progress Report» (PDF). Progressive Architecture. 31 (6). Junho de 1960. p. 65–66
23. 1 2 3 4 5 6 7 8 9 10 11 12 13 14 15 16 17   Adlerstein, Michael (2015). «United Nations Secretariat: Renovation of a Modernist Icon» (PDF). Council on Tall Buildings and Urban Habitat. pp. 3–7. Consultado em 29 de março de 2024
24. 1 2 3 4   Betsky & Murphy 2005, p. 13
25. 1 2   Stern, Mellins & Fishman 1995, p. 607
26. ↑   «Rockefellers Hail Zeckendorf's Role; Praises Real Estate Executive, as Well as O'Dwyer, Moses, for Aiding Deal on U.N. Site». The New York Times. 18 de dezembro de 1946. ISSN 0362-4331
27. 1 2 3   Gray, Christopher (25 de abril de 2010). «The U.N.: One Among Many Ideas for the Site». The New York Times
28. 1 2 3 4   Stern, Mellins & Fishman 1995, p. 609
29. ↑   «Fact Sheet: United Nations Headquarters». Organização das Nações Unidas. Consultado em 2 de abril de 2024. Arquivado do original em 18 de novembro de 2010
30. ↑   «Architects Nominated To U.N. Design Board» (PDF). Architectural Record. 110. Março de 1947. p. 14
31. 1 2   «he U. N. Plans for Its New Headquarters in Manhattan». New York Herald Tribune. 26 de fevereiro de 1947. p. 1. ISSN 1941-0646
32. 1 2   «40-Story Building to be U.N. Center; Skyscraper to Be Finished by October, 1948, Under Fastest of 3 Construction Plans». The New York Times. 26 de fevereiro de 1947. ISSN 0362-4331
33. 1 2 3 4   Betsky & Murphy 2005, p. 14
34. 1 2 3   Hamilton, Thomas J. (24 de março de 1947). «Buildings Plotted in U.N. Site Here; Tentative Plan Puts 40-story Secretariat at South End – Monumental Plaza Provided». The New York Times. ISSN 0362-4331
35. 1 2 3 4 5 6 7 8 9 10 11 12 13 14   Churchill, Henry Stern (julho de 1952). «United Nations Headquarters; A Description and Appraisal» (PDF). Architectural Record. 112. pp. 103–122
36. 1 2 3   Stern, Mellins & Fishman 1995, p. 612
37. ↑   Barrett, George (27 de março de 1947). «3 Tall Buildings in U.N. Plan For a Mechanized Capital; United Nations Capital Begins to Take Shape in Imagination of Designers». The New York Times. ISSN 0362-4331
38. ↑   Donovan, Robert J. (27 de março de 1947). «U. N. Planning To Put Up Two More Buildings: 35-Story Structures Near 48th St. Would Be for Offices, Special Agencies». New York Herald Tribune. p. 4A. ISSN 1941-0646
39. 1 2 3 4 5   Betsky & Murphy 2005, p. 15
40. ↑   Yerxa, Fendall (22 de maio de 1947). «Design of U. N. Workshop for Peace' Revealed: Two Buildings, 45 and 30 Stories, Being Planned». New York Herald Tribune. p. 1. ISSN 1941-0646
41. ↑   Barrett, George (22 de maio de 1947). «U.N. Capital Plans Stress Function; Final Sketches Are Revealed – 'Workshops for Peace' Aim of the Ten Designers». The New York Times. ISSN 0362-4331
42. 1 2   Barrett, George (15 de junho de 1947). «Occupant of Site Delays U.N. Start; Swift Subsidiary Fails to Get Out of East River Area – Seeks Further Leeway». The New York Times. ISSN 0362-4331
43. 1 2   «U.N. Capital Cost to Be Cut Deeply; $2,000,000 to $10,000,000 Trim in Headquarters Outlay Is Requested by Lie». The New York Times. 4 de julho de 1947. ISSN 0362-4331
44. ↑   «U.N. Site Clearing Begun by O'Dwyer; Mayor, Byron Price and Rogers Start the Demolition Work on East River». The New York Times. 9 de julho de 1947. ISSN 0362-4331
45. 1 2 3   Stern, Mellins & Fishman 1995, p. 617
46. ↑   «U.N. Pares Skyscraper Cost to $65,000,000». Los Angeles Times. 16 de setembro de 1947. p. 4. ProQuest 165762915
47. 1 2 3   Frye, William R. (10 de abril de 1951). «'Glass' Exudes Heat In World Structure: United Nations Scrapbook Hemmed In by Shovels Hand-to-Mouth Uncertainty Stirs Verbal Battles Nostalgia Evident». The Christian Science Monitor. p. 4. ProQuest 508362587
48. ↑   «U. N. Headquarters Plan Equalizes Sun's Effect: Demolition Work at U. N. Site Passes the Halfway Mark». New York Herald Tribune. 10 de dezembro de 1947. p. 16. ISSN 1941-0646
49. ↑   «Truman Asks Loan for U.n. Buildings». The New York Times. 8 de abril de 1948. ISSN 0362-4331
50. 1 2   «$3,000,000 Cut In U.N. Plan for Site Is Advised: Tower and Garage Would Be Reduced; Cost Figure to Stay at $65,000,000». New York Herald Tribune. 1 de abril de 1948. p. 13. ISSN 1941-0646
51. ↑   Barrett, George (21 de junho de 1948). «U.N. Officials Dismayed». The New York Times. ISSN 0362-4331
52. 1 2   Barrett, George (13 de junho de 1948). «U. N. Forced to Plan Building Cuts By Congressional Delay on Loan». The New York Times. ISSN 0362-4331
53. ↑   «House Passes Bill for U.N. Site Loan; Vote Is 164 to 27 'Home for Stalin's Agents,' Foe Says – Joy at Lake Success». The New York Times. 6 de agosto de 1948. ISSN 0362-4331
54. ↑   Ingalls, Leonard (6 de agosto de 1948). «House Passes 65-MillionU. N. Building Loan: Measure Is Sent to Truman; Ohioan Denounces U. N. as Haven for Red Spies». New York Herald Tribune. p. 1. ISSN 1941-0646
55. ↑   «U. N. Yesterday: Raising 65-Million Limit on Headquarters Cost Urged; Greece Rejects Bulgar Ship-Search Protest». New York Herald Tribune. 28 de junho de 1950. p. 9. ISSN 1941-0646
56. 1 2   «U.N. Breaks Ground for Its Capital; O'Dwyer Welcomes 'Plan for Peace'». The New York Times. 15 de setembro de 1948. ISSN 0362-4331
57. ↑   «U.N. To Ask Nations to Do Decorating; 58 Countries and 48 States to Be Called On for Aid at East Side Capital». The New York Times. 11 de outubro de 1948. ISSN 0362-4331
58. 1 2 3   «U. N. Contract Announced; American Bridge Co. to Supply Steel for East River Structure». The New York Times. 20 de outubro de 1948. ISSN 0362-4331
59. 1 2 3   «Unit of U. S. Steel Gets U. N. Contract: Will Supply 13,000 Tons for Secretariat Building». New York Herald Tribune. 20 de agosto de 1948. p. 41. ISSN 1941-0646
60. ↑   Stern, Mellins & Fishman 1995, pp. 612–613
61. ↑   Stern, Mellins & Fishman 1995, p. 613
62. ↑   «Shadows Chased by U.N. Architects; Planners Build a Mock-Up Facade of the Secretariat Building on East Side». The New York Times. 19 de novembro de 1948. ISSN 0362-4331
63. ↑   «Model U. N. Facade Erected on Roof: Shows What the Secretariat Building Will Look Like». New York Herald Tribune. 19 de novembro de 1948. p. 6. ISSN 1941-0646
64. ↑   «Work on U.N. Site Behind Schedule; Moses Blames 'Metropolitan Difficulties' for 2-Month Lag – City Doing All It Can». The New York Times. 25 de novembro de 1948. ISSN 0362-4331
65. ↑   «Moses Reports U. N. Site Plans Are Unchanged: Work Two Months Behind Schedule, to Go Through as Originally Projected». New York Herald Tribune. 25 de novembro de 1948. p. 15. ISSN 1941-0646
66. ↑   «4 Companies Join Forces To Construct U.N.'s Home». The New York Times. 19 de dezembro de 1948. ISSN 0362-4331
67. ↑   «4 Companies Get Joint Contract For $24,000,000 U. N. Building: 39-Story Secretariat Structure To Be Started Next Month, Be Ready for Use in Fall of 1950; Bid Includes Foundations for All Buildings». New York Herald Tribune. 19 de dezembro de 1948. p. 1. ISSN 1941-0646
68. ↑   Hamilton, Thomas J. (28 de janeiro de 1949). «U. N. Lets $23,809,573 Contract For Its Permanent Headquarters». The New York Times. ISSN 0362-4331
69. ↑   «The U. N. Yesterday: Contract Is Awarded for 39-Story Secretariat Building; Job Migration Texts Adopted». New York Herald Tribune. 29 de janeiro de 1949. p. 6. ISSN 1941-0646
70. ↑   «U. N. to Make $2,250,000 Steel Contract Soon To Start Second Unit of East River Project». The New York Times. 20 de junho de 1949. ISSN 0362-4331
71. ↑   «90% of Digging Completed for Capital of U. N: work on East Side Site Is Month Ahead of Schedule Steel Stalls Up March 15». New York Herald Tribune. 26 de janeiro de 1949. p. 25. ISSN 1941-0646
72. ↑   «The U. N. Yesterday: Excavation Work at U. N. Site Completed Ahead of Schedule; Israel Renews Membership Bid». New York Herald Tribune. 25 de fevereiro de 1949. p. 4. ISSN 1941-0646
73. ↑   «U.N. Headquarters: Excavation Operations Completed Ahead of Schedule New York, Feb. 25». South China Morning Post. 27 de fevereiro de 1949. ProQuest 1766496108
74. ↑   «Spectators Watch and Wonder As Beam Is Raised on East Side; Sidewalk Superintendents Only Witnesses of Beginning of Framework for World Peace Capital Building». The New York Times. 20 de abril de 1949. ISSN 0362-4331
75. 1 2 3   Johnson, Mac R. (24 de agosto de 1949). «U. N. Stone Waits on Truman for MCMXLIX or MCML». New York Herald Tribune. p. 1. ISSN 1941-0646
76. ↑   «Cornerstone Fete Postponed by U. N.; Lie Puts Off Indefinitely the Plan Set for April 10 Here as Truman Drops Trip». The New York Times. 25 de março de 1949. ISSN 0362-4331
77. 1 2 3   «U. N. Secretariat Building Nears the Topping Off Point». New York Herald Tribune. 1 de outubro de 1949. p. 20. ISSN 1941-0646
78. ↑   «U. N. Fears Steel Strike May Delay Building Here». The New York Times. 3 de outubro de 1949. ISSN 0362-4331
79. 1 2 3 4 5 6 7   «U. N. Flag Hoisted Over New Building; The Banner With Olive Branch Flies Atop Completed Steel Structure on East Side». The New York Times. 6 de outubro de 1949. ISSN 0362-4331
80. ↑   «U.N. Flag Raised: New York, Oct. 5». South China Morning Post. 7 de outubro de 1949. p. 6. ProQuest 1766378326
81. ↑   Rogers, John G. (11 de outubro de 1949). «Truman to Set U. N. Stone Oct. 24 With Assembly Sitting in 42d St». New York Herald Tribune. p. 1. ISSN 1941-0646
82. ↑   «Truman to Speak at U.N. Dedication; Accepts Invitation to Ceremony at New Headquarters Site in Manhattan Oct. 24». The New York Times. 11 de outubro de 1949. ISSN 0362-4331
83. 1 2 3   Rogers, John G. (25 de outubro de 1949). «Truman Asks Atomic-Bomb Ban». New York Herald Tribune. p. 1. ISSN 1941-0646
84. 1 2   «Texts of Addresses by President Truman and Trygve Lie at Dedication of U. N. Headquarters». The New York Times. 25 de outubro de 1949. ISSN 0362-4331
85. ↑   «Dewey Urges UN Power to Enforce Acts». Elmira Star-Gazette. 29 de outubro de 1949. p. 1
86. 1 2   Barrett, George (28 de janeiro de 1950). «U.N. Staff to See Sample Office In Uncompleted East River Home». The New York Times. ISSN 0362-4331
87. 1 2 3   «U.N.'s Building For Secretariat Ready by Sept. 1: Won't Be Occupied Until January; Meeting Hall Area Almost Completed». New York Herald Tribune. 4 de junho de 1950. p. 58. ISSN 1941-0646
88. 1 2 3   «U.N. Soon to Open Part of New Unit; South Section of Three-Story Underground Garage Will Receive Cars by July 5». The New York Times. 25 de junho de 1950. ISSN 0362-4331
89. ↑   «U.N. Move to Manhattan Next June Is Now Likely». The New York Times. 8 de junho de 1950. ISSN 0362-4331
90. 1 2 3 4 5 6   Brown, Harold (8 de julho de 1950). «U.N. Secretariat Building Gets Final Touches: Outside Lacks Only Canopy, Interior 80% Complete; Garage to Open Monday». New York Herald Tribune. p. 5. ISSN 1941-0646
91. 1 2   «U.N. Staff Starts In Skyscraper Offices Today: 450 of 3,000 Making Shift From Lake Success Site; Visitins Still Prohibited». New York Herald Tribune. 21 de agosto de 1950. p. 3. ISSN 1941-0646
92. 1 2   Hornaday, Mary (21 de agosto de 1950). «UN Secretarial Spearhead Moves Into N.Y. Skyscraper: 'First Day at School' Panorama of River». The Christian Science Monitor. p. 3. ProQuest 508246885
93. ↑   Littell, Blaine (22 de agosto de 1950). «U.N. Secretariat Moves 450 Aids Into New Home: Gay Confusion Pervades Building as Staff Hunts Offices, Bosses or Files». New York Herald Tribune. p. 9. ISSN 1941-0646
94. ↑   «U.N. Starts Move to New York Home; Moving Into the New U.N. Headquarters». The New York Times. 19 de agosto de 1950. ISSN 0362-4331
95. ↑   McLaughlin, Kathleen (14 de dezembro de 1952). «U. N. Desk Expands to a Big Bookshop; Center One of Busiest Spots at Headquarters – Many Seek Statistical Reports». The New York Times. ISSN 0362-4331
96. 1 2 3   Stern, Fishman & Tilove 2006, p. 414
97. ↑   «'Air Wash' Sought for U.N. Building; Edison Stack to Emit Gas and Smoke Above Cooling System Also Proposed by F.P.C.». The New York Times. 19 de setembro de 1950. ISSN 0362-4331
98. ↑   «U.N. and Public Utility Find Way to Peace; Clear Up Smoke Problem, and Cheaply, Too». The New York Times. 22 de novembro de 1950. ISSN 0362-4331
99. ↑   «The U. N. Yesterday: U.N. to Exceed Estimates on Headquarters Building Cost; Indonesia Official Asks Economic Aid». New York Herald Tribune. 15 de novembro de 1950. p. 10. ISSN 1941-0646
100. 1 2   «Press Offices Open in New U.N. Home; Opening Press Headquarters at the U.N.». The New York Times. 10 de janeiro de 1951. ISSN 0362-4331
101. ↑   Johnson, Mac R. (9 de janeiro de 1951). «U. N. Will Open Press Quarters in Its New City Building Today». New York Herald Tribune. p. 21. ISSN 1941-0646
102. ↑   «Everyman's United Nations: A Ready Reference to the Structure, Functions and Work of the United Nations and Its Related Agencies». Everyman's United Nations. Departamento de Informações Públicas das Nações Unidas. 1968. p. 26. ISSN 0071-3244
103. ↑   Hamilton, Thomas J. (10 de outubro de 1953). «Work Completed on U.N. Buildings». The New York Times. p. 1
104. ↑   «Leaky U.N. Windows Proving a Headache». The New York Times. 15 de março de 1951. ISSN 0362-4331
105. 1 2   «Window Leaks Overcome» (PDF). Architectural Forum. 96. Janeiro de 1952. p. 134
106. 1 2   Browning, Norma Lee (9 de dezembro de 1951). «Unity! You Don't Find It in U. N. 'glass House': It's a 'melting Pot' That Fails to Melt». Chicago Daily Tribune. p. 3. ProQuest 178220886
107. ↑   «Food News: U.N. Cafeteria; Staff of 4,000 to Get American Menu in Restaurant Opening on Monday – French Cuisine for the Delegates». The New York Times. 12 de janeiro de 1952. ISSN 0362-4331
108. ↑   «First Visitors Admitted; Colorful Conference Structure Flanks Secretariat Unit». The New York Times. 28 de fevereiro de 1952. ISSN 0362-4331
109. ↑   McLaughlin, Kathleen (8 de dezembro de 1952). «U.N. Crowding the Statue of Liberty For Lead as a Tourist Attraction; Buildings One of City's 'Musts' for Visitors – New Saturday and Sunday Guided Tours Bring Out 1,500 a Day». The New York Times. ISSN 0362-4331
110. ↑   Teltsch, Kathleen (20 de abril de 1953). «Spring, at U. N. Too, is Clean-up Season; Headquarters is Refurbished – 5,400 Windows Washed in Secretariat Building». The New York Times. ISSN 0362-4331
111. 1 2   «U. N.'s Skyscraper Made Watertight; Architectural Defect Is Fixed After Six Months' Battle to Control Weepholes». The New York Times. 28 de setembro de 1953. ISSN 0362-4331
112. ↑   Hornaday, Mary (25 de julho de 1958). «UN's Seams Due for Test: Design Problem Wanted: One Airport». The Christian Science Monitor. p. 14. ProQuest 509780163
113. ↑   Teltsch, Kathleen (8 de julho de 1958). «Household Woes Vex Staff at U.N.; Leaky Roof and Worn-Out Carpet Listed – Outlay of $1,628,500 Envisaged». The New York Times. ISSN 0362-4331
114. ↑   Hamilton, Thomas J. (7 de maio de 1962). «Crowded U.N. Seeks More Office Space; U.N. Seeks Space to Ease Crowding». The New York Times. ISSN 0362-4331
115. ↑   «Committee Bars Enlarging U.N. Quarters». The Hartford Courant. 21 de outubro de 1962. p. 11A. ProQuest 547880312
116. ↑   «Club for U.N. Newsmen Is Opened by U Thant». The New York Times. 24 de outubro de 1962. ISSN 0362-4331
117. ↑   «Building Changes Approved at U.N.; But Panel Rejects Proposal to Expand Restaurant and Lounge Area». The New York Times. 23 de julho de 1964. ISSN 0362-4331
118. ↑   McLaughlin, Kathleen (6 de outubro de 1966). «Thant Proposes Big Annex at U.N.; Says Building of 21 or 32 Floors Is Needed at Site». The New York Times. ISSN 0362-4331
119. ↑   Fleming, Louis B. (11 de outubro de 1966). «U.N. Finances Remain Critical, Thant Reports: Secretary General Gives OK to Record Budget, Tells of Need for New Building». Los Angeles Times. p. 4. ProQuest 155554242
120. 1 2   «U.N. Elevators to Be Automated». The New Yorl Times. 5 de março de 1967. ISSN 0362-4331
121. ↑   Teltsch, Kathleen (4 de novembro de 1968). «Park and New Offices Planned in Expansion of U.N. Enclave; Expansion Proposed for U.N. Enclave». The New York Times. ISSN 0362-4331
122. 1 2   Tomasson, Robert E. (21 de novembro de 1975). «Office Building‐Hotel for U.N. Is Opened». The New York Times. ISSN 0362-4331
123. ↑   Stern, Fishman & Tilove 2006, p. 403
124. 1 2   Nossiter, Bernard D. (7 de junho de 1981). «UNICEF, Going Against Trend, Plans Big Expansion; Notes on the U.N.». The New York Times. ISSN 0362-4331
125. ↑   Newell, David (13 de novembro de 1983). «Waging Peace in the United Nations». The New York Times. ISSN 0362-4331
126. 1 2 3 4 5 6   Wren, Christopher S. (24 de outubro de 1999). «International Symbol of Neglect; U. N. Building, Unimproved in 50 Years, Shows Its Age». The New York Times. ISSN 0362-4331
127. ↑   Farley, Maggie (26 de junho de 2005). «Going Gets Tough for the U.N.; The world body needs a new headquarters while it renovates, but real estate options for a 191- nation bureaucracy are limited in New York». Los Angeles Times. p. A3. ProQuest 422028690
128. ↑   «U.N. wants aging home in New York fixed soon». Poughkeepsie Journal. 12 de junho de 2005. p. 14A
129. 1 2   «U.N. Looks to U.S. For $1.3 Billion Loan». The Washington Post. 27 de novembro de 2002. ISSN 0190-8286
130. 1 2 3 4 5   Hoge, Warren (28 de novembro de 2007). «After 10 Years and 3 Plans, U.N. Renovation Is in Sight». The New York Times. ISSN 0362-4331
131. ↑   Freedman, Alix M.; Spindle, Bil (19 de dezembro de 2003). «The U.N.: Searching for Relevance; Rescue Mission: Now at the Top Of U.N.'s Agenda: How to Save Itself; New Threats Like Terrorism Spark a Broad Rethinking; Spread Out or Scale Back?; Kofi Annan: 'Fork in the Road'». The Wall Street Journal. p. A1. ISSN 0099-9660
132. 1 2 3   Stichweh 2016, p. 103
133. ↑   Stern, Fishman & Tilove 2006, pp. 414–415
134. 1 2 3   Stern, Fishman & Tilove 2006, p. 415
135. ↑   D'Arcy, David (11 de janeiro de 2009). «The U.N.'s Temporary Building». The Wall Street Journal. ISSN 0099-9660
136. ↑   Iovine, Julie V. (14 de fevereiro de 2004). «Japanese Architect Wins U.N. Competition». The New York Times. ISSN 0362-4331
137. ↑   Mindlin, Alex (1 de abril de 2007). «At a Longstanding Playground, Yet Another Plan to End the Games». The New York Times. ISSN 0362-4331
138. ↑   Hoge, Warren (18 de abril de 2006). «Renovation of U.N. Complex Stalled by U.S., an Official Says». The New York Times. ISSN 0362-4331
139. ↑   «A $1B facelift for UN complex». Newsday. 28 de julho de 2007. p. 7
140. 1 2   Quirk, James (19 de agosto de 2007). «Think big, aim big; Parsippany firm parlayed experience with major projects to land U.N. renovation job». The Record. p. B01. ProQuest 426444158
141. ↑   «UN plans a pilot program to change climate – its own». The New York Times. 31 de julho de 2008. ISSN 0362-4331
142. ↑   Worsnip, Patrick (5 de maio de 2008). «U.N. headquarters renovation launched in New York». Reuters. Consultado em 4 de abril de 2024
143. 1 2   MacFarquhar, Neil (22 de novembro de 2008). «Renovating the U.N., With Hints of Green». The New York Times. ISSN 0362-4331
144. 1 2 3 4   Hughes, C. J. (20 de setembro de 2010). «UN Headquarters Gets $1.8 Billion Facelift». Architectural Record. Consultado em 29 de março de 2024
145. ↑   «United Nations Capital Master Plan – Timeline». Organização das Nações Unidas. Consultado em 4 de abril de 2024. Arquivado do original em 4 de setembro de 2012
146. ↑   «Storm Sandy: New York inquiry into overpricing». BBC. 5 de novembro de 2012. Consultado em 4 de abril de 2024
147. ↑   Gladstone, Rick (11 de outubro de 2019). «Facing 'Cash-Flow Crisis,' the U.N. Cuts Hiring, Heating, Escalators and the A.C.». The New York Times. ISSN 0362-4331
148. 1 2   «United Nations Secretariat Building». Emporis. Consultado em 28 de março de 2024. Arquivado do original em 28 de março de 2024
149. 1 2 3 4 5 6 7 8 9 10 11 12   «Features/Articles/People: The UN Secretariat Building». Vogue. 120 (8). 1 de novembro de 1952. pp. 125, 1–2, 129, 127–1–1, 127–1–2. ProQuest 879243739
150. 1 2   «Offices» (PDF). Progressive Architecture. 33. Janeiro de 1952. p. 110
151. ↑   Clark, Alfred E. (15 de setembro de 1980). «David Fine, Engineer, Dies at 85; Directed Work on Many Bridges; Resident Engineer on Bridge Arch». The New York Times. ISSN 0362-4331
152. 1 2 3 4 5 6 7   Manly, Chesly (18 de dezembro de 1949). «Sumptuous UN Headquarters 60 Percent Finished; Ready 1951». The Atlanta Constitution. p. 9A. ProQuest 1528809947
153. 1 2 3 4 5 6 7 8 9 10 11 12 13 14 15 16   «The Secretariat; A Campanile, a Cliff of Glass, a Great Debate» (PDF). Architectural Forum. 98. Novembro de 1950. pp. 97–98
154. ↑   «United Nations Secretariat Building». Council on Tall Buildings and Urban Habitat. Consultado em 28 de março de 2024
155. ↑   Barrett, George (17 de setembro de 1947). «U.N. Capital Model Shows Much Glass; Massive Panes and Thousands. of Small Ones Mark a Radical New Design». The New York Times. ISSN 0362-4331
156. ↑   Morrone, Francis (8 de agosto de 2008). «In Midtown, Modernist Perfection in a Glass Box». The New York Sun. Consultado em 29 de março de 2024. Arquivado do original em 19 de abril de 2016
157. 1 2 3   Reynolds 1994, p. 155
158. 1 2 3   Barrett, George (12 de setembro de 1948). «U.N. Breaks Ground for Home Tuesday; $500,000 Excavation Contract Awarded – O'Dwyer to Take Part in Brief Ceremony». The New York Times. ISSN 0362-4331
159. 1 2 3   Pett, Saul (23 de outubro de 1949). «U.N. Lops Off Extras, Like Any Builder». The Washington Post. p. B9. ISSN 0190-8286
160. 1 2   Nash 1999, pp. 99–100
161. ↑   «United Nations Headquarters Campus Renovation of Facades». Docomomo. 27 de abril de 2017. Consultado em 29 de março de 2024
162. ↑   Dunlap, David W. (2 de setembro de 2015). «U.N.'s Makeover Sacrifices Hammarskjold Library for Security». The New York Times. ISSN 0362-4331
163. 1 2 3 4 5   Stern, Mellins & Fishman 1995, p. 618
164. ↑   «Façade from the United Nations Secretariat Building, New York, New York». Museu de Arte Moderna. Consultado em 29 de março de 2024
165. 1 2 3 4   Stern, Mellins & Fishman 1995, p. 619
166. ↑   «Art: Cheops' Architect». Time. 22 de setembro de 1952. p. 2. Consultado em 30 de março de 2024
167. ↑   «Steel Pilings Go Into Place at the U. N. East River Site: Pile Drivers Pound Away on V. N. Site Workers Busy Installing a Firm Foundation». New York Herald Tribune. 18 de março de 1949. p. 38. ISSN 1941-0646
168. 1 2 3 4 5   «'Forgotten Man' Buttons on U.N. Elevators». The Washington Post. 19 de março de 1950. p. B3. ISSN 0190-8286
169. 1 2 3   «Tall Dumbwaiter Moves U.N. Papers; Conveyor Belt and Pneumatic Tubes Also Handle Daily Flow of Secretariat Mail». The New York Times. 25 de novembro de 1954. ISSN 0362-4331
170. ↑   Blair, William G. (13 de março de 1983). «U.N. Art Collection, Like the U.N., Keeps Growing». The New York Times. ISSN 0362-4331
171. ↑   «26 Tongues Used by Voice of U. N.; News of World Organization Goes Out by Radio to 87 Nations and Territories». The New York Times. 13 de novembro de 1955. ISSN 0362-4331
172. 1 2   Betsky & Murphy 2005, p. 135
173. ↑   «Hammarskjold Panel By Chagall Unveiled». The New York Times. 18 de setembro de 1964. ISSN 0362-4331
174. ↑   «Day of Prayer Is Observed at U. N. Building: 500 Visit Special Room on Second Floor; Group of 6 Moslems Takes Part». New York Herald Tribune. 10 de fevereiro de 1951. p. 5. ISSN 1941-0646
175. ↑   McLaughlin, Kathleen (26 de março de 1952). «U. N. Prayer Place Pleases Visitors; 96 Women From Ohio Happy to Learn Secretariat Has a 'Meditation Room'». The New York Times. ISSN 0362-4331
176. ↑   Hamilton, Thomas J. (1 de junho de 1959). «U.N. Is Considering Expansion to House Its Growing Family». The New York Times. ISSN 0362-4331
177. ↑   Kessler, Felix (9 de novembro de 1966). «Inside the UN: Parties, Casual Chats Help Diplomats Further Interests in World Body Speeches Ignored, but Talks In Lounge Bring Results; Housing, Parking Problems The International Bureaucrats Inside the UN: Parties, Casual Chats Advance Work of World Organization». The Wall Street Journal. p. 1. ISSN 0099-9660
178. 1 2 3   Betsky & Murphy 2005, p. 128
179. ↑   Teltsch, Kathleen (17 de dezembro de 1947). «Big Switchboard is Planned by U.N.; Original Set-Up With 3,000 Extensions Will Expand to Possibly 8,000». The New York Times. ISSN 0362-4331
180. 1 2   Betsky & Murphy 2005, p. 21
181. ↑   Betsky & Murphy 2005, p. 133
182. 1 2   Teltsch, Kathleen (5 de setembro de 1949). «Climate a La Carte in U. N.'S New Home; Air-Conditioning Will Respond to 4,000 Hand Controls, Satisfy Every Taste». The New York Times. ISSN 0362-4331
183. 1 2   Gutheim, Frederick (19 de fevereiro de 1950). «East River to Cool Air In New U. N. Buildings: Seaway Will Serve Conditioning Equipment; Steam Corp. May Go Into Chilled Water Business». New York Herald Tribune. p. D1. ISSN 1941-0646
184. 1 2   Betsky & Murphy 2005, p. 122
185. ↑   Betsky & Murphy 2005, pp. 124–125
186. ↑   «New York, Center of Peace—or War?». Newsweek. 36 (12). 18 de setembro de 1950. pp. 25–26. ProQuest 1894134086
187. ↑   «U.N. Building Cited as 'Office of Year'». The New York Times. 24 de outubro de 1951. ISSN 0362-4331
188. ↑   «The U. N. Yesterday: Headquarters Building Named 'Office of Year'; Finland, Yugoslavia Repay World Bank Loans». New York Herald Tribune. 30 de outubro de 1951. p. 12. ISSN 1941-0646
189. 1 2 3   Stern, Mellins & Fishman 1995, pp. 618–619
190. 1 2   Betsky & Murphy 2005, p. 22
191. ↑   «Art: Cheops' Architect». Time. 22 de setembro de 1952. p. 1
192. ↑   Farrell, William M. (19 de novembro de 1950). «British Architect Cool to 'Soapbox'; Here From England». The New York Times. ISSN 0362-4331
193. ↑   Mumford, Lewis (15 de setembro de 1951). «The Sky Line: Magic with Mirrors—I». The New Yorker. pp. 86, 90
194. ↑   Mumford, Lewis (22 de setembro de 1951). «The Sky Line: Magic with Mirrors—II». The New Yorker. pp. 99, 106
195. 1 2   «Springs Mills Building» (PDF). Comissão de Preservação de Marcos da Cidade de Nova Iorque. 13 de abril de 2010. p. 4. Consultado em 4 de abril de 2024
196. ↑   Tyrnauer, Matt (14 de junho de 2010). «Forever Modern». Vanity Fair. Consultado em 4 de abril de 2024
197. ↑   Horsley, Carter B. (30 de novembro de 1975). «In Glass Walls, a Reflected City Stands Beside the Real One». The New York Times
198. ↑   Betsky & Murphy 2005, p. 25
199. ↑   James, Caryn (28 de abril de 2005). «A Thriller Stars the U.N., as Itself». The New York Times. ISSN 0362-4331
200. ↑   Betsky & Murphy 2005, p. 26